# اچ‌ام‌اس ال۱۲
اچ‌ام‌اس ال۱۲ (به انگلیسی: HMS L12) یک زیردریایی بود که طول آن ۲۲۸ فوت (۶۹ متر) بود. این زیردریایی در سال ۱۹۱۸ ساخته شد.